# 한림제약
한림제약 주식회사(영어: Hanlim Pharm, 韓林製藥)는 대한민국의 제약회사이다.

## 제품소개
일반의약품
- 렉쎈엔
- 호르반 (기술제휴 및 원료공급 : 일본 알프스제약공업㈜, 판매원 : 광동제약)
- 다제스 (판매원 : 동국제약㈜ )

전문의약품